# Messeturm
Pour les articles homonymes, voir Messeturm (homonymie).
La Messeturm (soit en français Tour du centre des congrès) est un gratte-ciel situé à Francfort-sur-le-Main, en Allemagne.

## Histoire
Mesurant 257 mètres de haut et possédant 63 étages dont 54 habitables, c'est le 8e plus haut gratte-ciel d'Europe, après entre autres la Naberezhnaya Tower, le Triumph-Palace de Moscou et la Commerzbank Tower, sa voisine de Francfort.
La tour fut édifiée en 1990, et fut le plus haut gratte-ciel d'Europe pendant 7 ans jusqu'en 1997, où elle fut surclassée par la Commerzbank Tower.
Elle abrite, entre autres, les locaux des filiales du Crédit agricole, de Goldman Sachs, et de Thomson Reuters.
L'architecte est l'agence Murphy/Jahn, de l'Allemand Helmut Jahn.

## Anecdotes
- La tour possède son propre code postal (60308)
- Le building fait son apparition dans le jeu SimCity 4 sous le nom de « Assurances Dupont et Dupond ».